# 元亨
元亨（、げんきょう）は、日本の元号の一つ。元応の後、正中の前。1321年から1324年までの期間を指す。この時代の天皇は後醍醐天皇。鎌倉幕府将軍は守邦親王、執権は北条高時。

## 改元
- 元応3年2月23日（ユリウス暦1321年3月22日）：辛酉革命に当たるため改元。
- 元亨4年12月9日（ユリウス暦1324年12月25日）：正中に改元。

ただし、「柳原家文書」所収の元亨改元に関する議論では、吉田定房・北畠親房・洞院公賢らの諸公卿が辛酉革命説を批判し、徳政推進の観点から改元を行うことを後醍醐天皇に進言している。これは当時日本に入ってきた宋学の影響とも言われている。

## 元亨期におきた出来事
元年
- 12月9日：後宇多法皇の院政が停止し、後醍醐天皇が親政を開始する。記録所の再興、新関の廃止を行う。

2年
- 8月16日：虎関師錬が『元亨釈書』を撰進する。
- 津軽安東氏と蝦夷の争いが激化する。

4年
- 6月25日：後宇多法皇崩御。

## 西暦との対照表
※は小の月を示す。
| 元亨元年（辛酉） | 一月      | 二月  | 三月※ | 四月 | 五月※ | 六月    | 七月※ | 八月※ | 九月 | 十月※ | 十一月  | 十二月※ |          |
| ---------------- | --------- | ----- | ----- | ---- | ----- | ------- | ----- | ----- | ---- | ----- | ------- | ------- | -------- |
| ユリウス暦       | 1321/1/29 | 2/28  | 3/30  | 4/28 | 5/28  | 6/26    | 7/26  | 8/24  | 9/22 | 10/22 | 11/20   | 12/20   |          |
| 元亨二年（壬戌） | 一月      | 二月  | 三月※ | 四月 | 五月  | 閏五月※ | 六月  | 七月※ | 八月 | 九月※ | 十月※   | 十一月  | 十二月※  |
| ユリウス暦       | 1322/1/18 | 2/17  | 3/19  | 4/17 | 5/17  | 6/16    | 7/15  | 8/14  | 9/12 | 10/12 | 11/10   | 12/9    | 1323/1/8 |
| 元亨三年（癸亥） | 一月      | 二月※ | 三月  | 四月 | 五月※ | 六月    | 七月※ | 八月  | 九月 | 十月※ | 十一月  | 十二月※ |          |
| ユリウス暦       | 1323/2/6  | 3/8   | 4/6   | 5/6  | 6/5   | 7/4     | 8/3   | 9/1   | 10/1 | 10/31 | 11/29   | 12/29   |          |
| 元亨四年（甲子） | 一月※     | 二月  | 三月※ | 四月 | 五月※ | 六月    | 七月  | 八月※ | 九月 | 十月  | 十一月※ | 十二月  |          |
| ユリウス暦       | 1324/1/27 | 2/25  | 3/26  | 4/24 | 5/24  | 6/22    | 7/22  | 8/21  | 9/19 | 10/19 | 11/18   | 12/17   |          |